# بهشت نو
بهشت نو جایگاهی مینوی در دین مانی است که نورها و روشنایی‌های پاک مردم پس از جدایی روح از بدن موقتاً به آنجا رفته و در پایان جهان همه نورها  از آنجا به سرمنشا اصلی خود یعنی بهشت روشنی که جایگاه پدر روشنایی است رهسپار می‌شوند. نورهای الهی به ترتیب از جهان خاکی به ماه از آنجا به خورشید و از خورشید به بهشت نو رسیده و از آنجا راهی دیار روشنایی می‌شوند.